# Josep Puig Moliné
Mossèn Josep Puig Moliné (Castellbisbal, 1864 - Montcada i Reixac, 1936) fou sacerdot de la diòcesi de Barcelona.

## Biografia

### Rector a Premià de Mar
El 1904, amb quaranta anys i procedent de la parròquia de Santa Madrona de Barcelona, on tenia el càrrec d'ecònom, va arribar a Premià de Mar com a rector de Sant Cristòfol de Premià. Durant la Setmana Tràgica del juliol de 1909 a Premià, Puig Moliné va plantar cara als escamots revolucionaris que volien incendiar la rectoria i l'església de Premià de Mar. Va crear el Centre Catòlic Econòmic/Social 1910. Va ser rector de Premià de Mar fins al 1916, quan va ser destinat com a rector a Santa Maria de Sants de Barcelona, on va romandre vint anys, fins que es va produir el cop d'estat feixista en 1936 i els posteriors fets que van causar la seva mort el 15 de setembre de 1936, a l'inici de la Guerra Civil Espanyola. El 20 de juliol de 1936, Puig Moliné, juntament amb altres persones armades que es van fer fortes dins l'església, es va enfrontar a un grup de milicians que volien assaltar l'església i que van acabar plantant i disparant una peça d'artilleria a la plaça de l'església. Finalment, els milicians van aconseguir entrar, van fer caure les imatges i van cremar els bancs i confessionaris apilats en una foguera. Alguns dels defensors van poder fugir a través de la rectoria i dels habitatges més pròxims. Mossèn Puig va amagar-se en diferents domicilis fins que va ser denunciat, detingut i empresonat al Comité del Fomento de Sans.
La nit del 15 de setembre de 1936, als 72 anys, va morir afusellat al cementiri de Montcada. Les seves restes, un cop exhumades del cementiri de Montcada, van rebre sepultura a la Capella del Santíssim de la Parròquia de Santa Maria dels Sants.
El 1961, sota la tutela parroquial, es funda un grup d'escoltes afiliat a la DDE (Delegació Diocesana d'Escoltisme de Barcelona) que pren el nom de Mn. Puig i Moliné.